# Sombrero de Chasna
Sombrero de Chasna, nazývaná také El Sombrero de Chasna nebo jen El Sombrero, je stolová hora vulkanického původu v krajinném parku Parque natural de la Corona Forestal na ostrově Tenerife na Kanárských ostrovech ve Španělsku. Vrchol má nadmořskou výšku 2405 m. Hora se nachází na území obce Vilaflor (comarca Abona) v provincii Santa Cruz de Tenerife.

## Historie a popis místa
Tvar hory připomíná klobouk (španělsky „sombrero“) a od toho byl odvozen i její název. Na vrchol se lze nejlépe dostat výstupem po místy až strmém skalnatém svahu a po neznačených trasách ze silnice TF-21. Níže položené části trasy jsou v lesnatém terénu a zbytek vede skalním terénem. Vrchol nabízí panoramatický výhled na Pico del Teide, Pico Viejo, Montaña Blanca a další hory, Národní park Teide, přírodní park Parque natural de la Corona Forestal, kalderu a jižní pobřeží Tenerife včetně blízkých ostrovů. Je dobré pamatovat, že na trase není žádný zdroj vody.

## Další informace
V blízkosti se nachází stejnojmenná hora El Sombero na území obce La Orotava s nadmořskou výškou 2532 m.

## Galerie

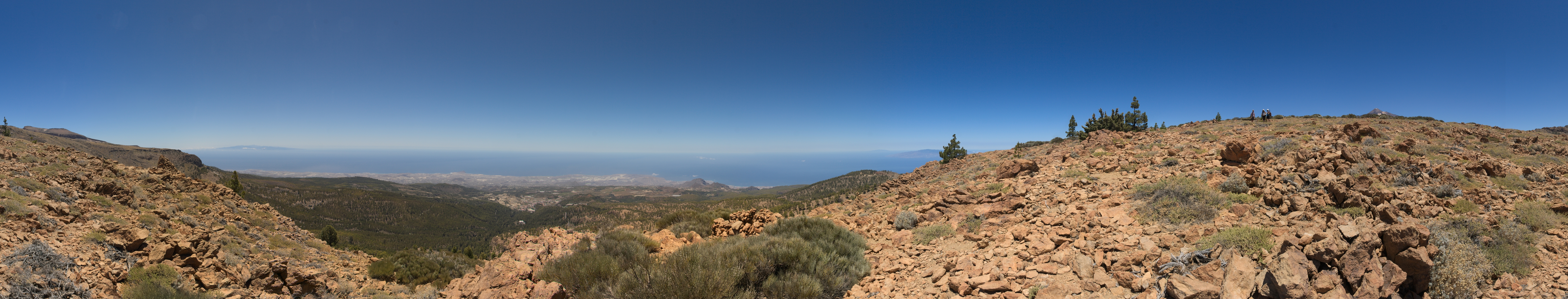
Výhled z vrcholu
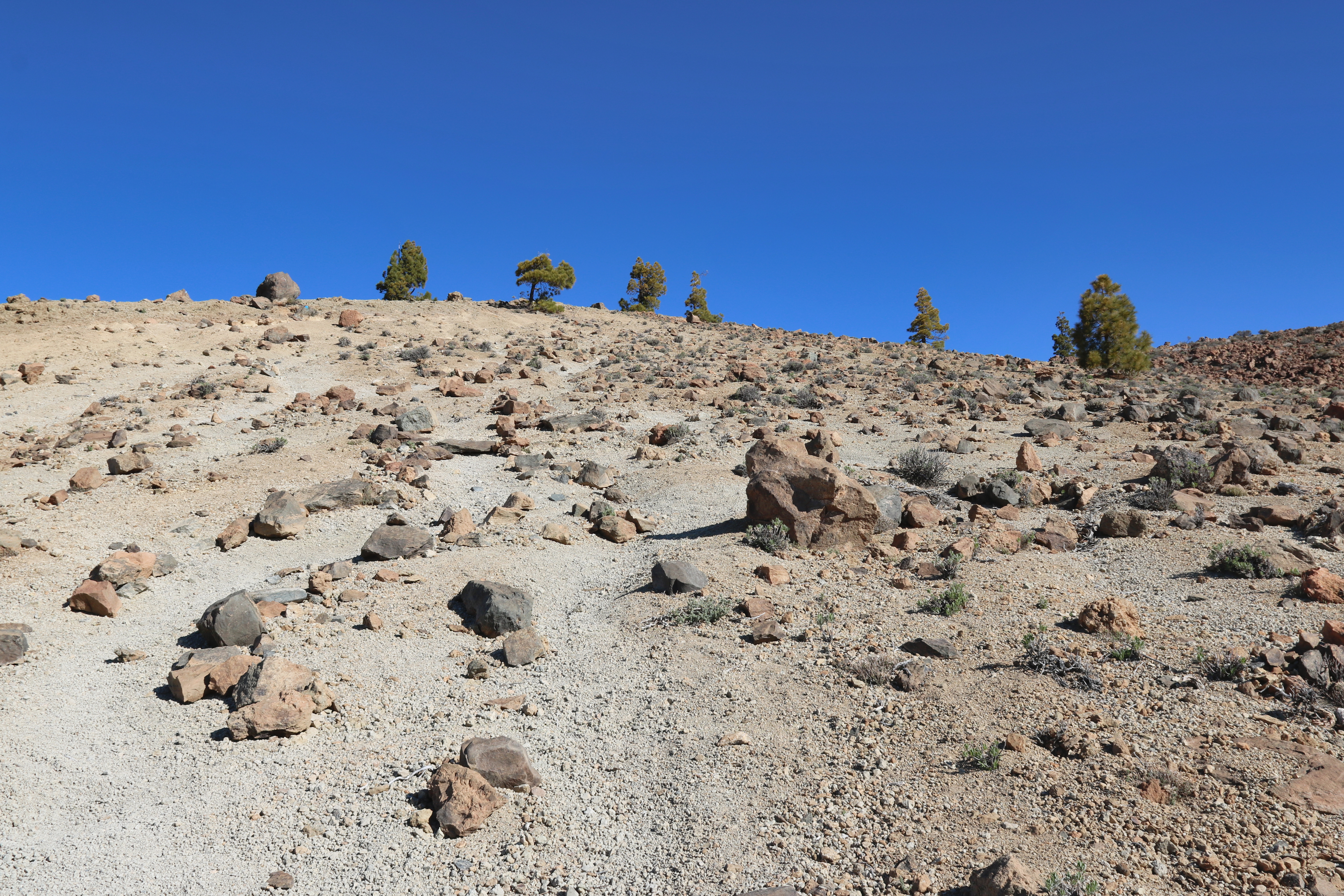
Vrchol